# Yusuke Higa
Yusuke Higa (født 15. maj 1989) er en japansk fodboldspiller, som spiller for den japanske fodboldklub Tokyo Verdy.